# The Kentucky Volunteer
"The Kentucky Volunteer" es una canción publicada el 6 de enero de 1794 en los Estados Unidos de América. La composición musical fue hecha por Raynor Taylor y la letra fue escrita por "una mujer de Filadelfia". Es reconocida por ser la primera canción registrada con derechos de autor en la Constitución de los Estados Unidos. Asimismo, fue el primer proyecto publicado por Benjamin Carr, un músico inglés que acababa de llegar a Filadelfia desde Inglaterra. Posteriormente, Carr se convirtió en el impresor musical más solicitado del país en esa década. Hasta la fecha la identidad de la escritora sigue siendo un misterio.  

## Descripción
Esta composición musical fue publicada como parte de una serie de canciones llamada "publicadas todos los lunes" por Benjamin Carr. Cada partitura costaba $ 4 USD. El compositor fue Raynor Taylor, este llegó a Filadelfia dos años después de su amiga Carr. La serie de canciones no tuvo éxito, por lo tanto sólo duró cinco semanas. Las otras cuatro canciones que conformaban la serie no tenían derechos de autor, tres de estas fueron populares en los musicales de Londres, y la cuarta es un ejercicio de piano por Alexander Reinagle, otro inmigrante inglés que fue amigo de Carr.

La canción está escrita en F mayor, como originalmente fue publicada. La letra comienza así:

Adieu, Philadelphia, /

Dear Jenny adieu.

Believe not I'm false /

in thus parting from you.

Tis honor compels /

for the sake of my dear 

to Kentucky I go /

as a bold volunteer
La partitura original incluía breves ejemplos de la canción en G mayor para tocarla en flauta alemana y en C mayor tocarla en guitarra.

## Derechos de autor
La Constitución de los Estados Unidos tenía un apartado que autorizaba al gobierno federal otorgar un monopolio a los autores o inventores por tiempo limitado.  La ley de derechos de autor de 1790 sólo podía aplicarse en mapas, gráficos y libros durante 14 años, y sólo se podía renovar una vez. Por lo tanto, la música no podía tener derechos de autor a menos que tuviera una partitura impresa ya que ésta se contaba como un libro. A principios de 1794 Carr tomó en cuenta esta excepción y decidió aplicar la ley de derechos de autor en la partitura impresa de su canción "The Kentucky Volunteer".